# Communauté de communes des Garrigues Actives
La Communauté de communes des Garrigues Actives est une ancienne collectivité du Gard, elle a rejoint la Communauté d'agglomération du Gard rhodanien au 1er janvier 2013. Elle comprenait 3 communes :
- Saint-André-d'Olérargues
- Saint-Marcel-de-Careiret
- Verfeuil

## Administration
Le président de la communauté de communes était M. Christian Bonnet (SE), maire de Saint-Marcel-de-Careiret.